# Sterne (Film)
Sterne, bulgarischer Originaltitel Звезди, ist ein deutsch-bulgarischer Spielfilm von Konrad Wolf aus dem Jahr 1959. Der DEFA-Film gilt als erster deutscher Film, der sich mit der Verantwortlichkeit der Deutschen im Holocaust auseinandersetzte. Er wurde 1995 zu einem der 100 wichtigsten deutschen Filme gewählt.

## Handlung
Ein von Deutschen besetztes Städtchen in Bulgarien 1943: Der Wehrmachts-Unteroffizier Walter beaufsichtigt die Zivilarbeiter in einer Kraftfahrzeug-Werkstatt, lieber jedoch zeichnet der ehemalige Kunstmaler die Gegend und die Menschen des Ortes. Sein Vorgesetzter nennt ihn spöttisch „Rembrandt“, sein bester Freund Leutnant Kurt lässt sich stolz von ihm porträtieren. Vor allem Walter genießt es, scheinbar fern dem Krieg zu sein.
Eines Tages erreichen griechische Sephardim die Kleinstadt, wo sie bis zum Weitertransport nach Auschwitz in einem Lager gefangen gehalten werden. Durch den Stacheldrahtzaun bittet die Jüdin Ruth Walter um Hilfe für eine Gebärende. Als Walter desinteressiert ablehnt, bezeichnet sie ihn voller Verachtung als Wolf und Ratte. Wenig später erscheint Walter mit einem Arzt im Lager und lässt die erschöpfte Frau behandeln, die ein Kind zur Welt bringt. Abends kann Walter nicht einschlafen und wandert in der Ortschaft umher. Er erfährt, dass in der Kraftfahrzeug-Werkstatt eingebrochen wurde, und findet im Gebäude das Feuerzeug des Bulgaren Bai Petko, verrät ihn jedoch nicht.
Am nächsten Tag treffen heimlich Partisanen bei Petko ein. Der „Doktor“, der im Wald die Partisanen verarztet, braucht Medikamente, die Petko wiederum durch Bestechung von Walter zu erhalten hofft. Er erzählt ihm, die Medikamente für die Juden im Lager haben zu wollen, und Walter schmuggelt ein Paket mit Medizin zu Blashe, einem der Laufburschen Petkos.
Walter ist abends mit Kurt in einer Kneipe. Kurt hat bulgarische Frauen besorgt, lässt Walter jedoch eine Frau aus dem Lager kommen – Ruth. Walter und Ruth gehen, gefolgt von einem Wachmann, in den nächtlichen Straßen des Städtchens umher und lernen sich langsam kennen. Nachdem Walter Ruth am Lagertor verlassen hat, fragt er sich erstmals, was man tun könne.
Am nächsten Tag erfährt Walter, dass Blashe mit den Medikamenten von der bulgarischen Polizei gefasst wurde. Er und Walter verraten sich nicht, jedoch lässt Kurt die Juden des Lagers nach Medikamenten durchsuchen und bestraft sie, als er Teile der gestohlenen Ware bei ihnen findet. Walter erkennt, dass er mit seinem Versuch, Gutes zu tun, nicht Gutes erreicht hat. Er wendet sich an Petko, der ihn wegen der Verwendung der Medikamente belogen hat. Petko wiederum verdächtigt ihn, Blashe an die Polizei verraten zu haben, doch Walter gibt ihm sein Feuerzeug zurück und beweist ihm so, dass er auf seiner Seite steht. Am Abend trifft sich Walter erneut mit Ruth, die auf Kurts Initiative zu ihm gebracht wurde. Walter beschwört sie zu fliehen, doch lehnt Ruth dies zunächst ab. Erst am Ende einer langen Unterredung willigt sie ein, in der nächsten Nacht zu fliehen. Zurück im Lager wird sie von den anderen Gefangenen als Spionin bezeichnet und bricht weinend in den Armen ihres Vaters zusammen, da sie schließlich nichts Schlechtes getan habe.
Walter erkundigt sich am nächsten Tag bei Kurt, wann die Juden abtransportiert werden sollen, und der erwidert „morgen“. Kurt ahnt, dass Walter sich in Ruth verliebt hat, zumal er ein Porträt Ruths in Walters Malblock findet. Walter nutzt den Tag, um über Petko eine Flucht für Ruth zu organisieren. Der gesteht ihm auch, dass die Partisanen beim damaligen Einbruch in die Kraftfahrzeug-Werkstatt eigentlich Waffen stehlen wollten. Als der Fluchtplan steht, will Walter Ruth über einen Vorwand aus dem Lager holen, doch sind die Juden zu dem Zeitpunkt bereits abgeholt worden. Er rennt zum Bahnsteig, kann jedoch nur noch die abfahrenden Viehtransportwaggons sehen, in denen auch Ruth ist. In seinem Zimmer findet Walter das Porträt Ruths, auf dem Kurt geschrieben hat, wegen der Abtransportzeit der Juden gelogen zu haben und dass dies jedoch nur zu Walters Bestem geschehen sei. Walter begibt sich zu Petko und beide beginnen, die Versorgung der Partisanen mit Waffen zu planen. Die Schlusseinstellung zeigt Ruth im Viehwaggon; das Lied Es brennt ertönt.

## Produktion
Angel Wagenstein verarbeitete im Drehbuch eigene Erlebnisse. Die Figur des Blashe ist an ihn angelehnt.
Als Regisseur war ursprünglich Kurt Maetzig vorgesehen. Er lehnt jedoch ab, nachdem er in Ehe im Schatten und Die Buntkarierten bereits jüdische Schicksale gestaltet hatte und nicht auf dieses Thema festgelegt werden wollte. Angel Wagenstein schlug daraufhin Konrad Wolf, den er vom gemeinsamen Studium in Moskau kannte, als Regisseur vor.
Für die Rolle der Ruth war ursprünglich die israelische Schauspielerin Haya Harareet verpflichtet worden. Sie zog ihre Zusage aber zurück, als sie eine Einladung aus Hollywood erhielt. Die von Konrad Wolf als Ersatz vorgesehene Tatjana Samoilowa stand aus gesundheitlichen Gründen nicht zur Verfügung. Da der Beginn der Dreharbeiten immer näher rückte und immer noch keine Hauptdarstellerin gefunden war, schlug der bulgarische Regisseur Rangel Waltschanow, der als Regieassistent an dem Film mitarbeitete, seine Frau Sascha Kruscharska vor, die damals noch studierte. Sie wurde mit dieser Rolle zum Star.

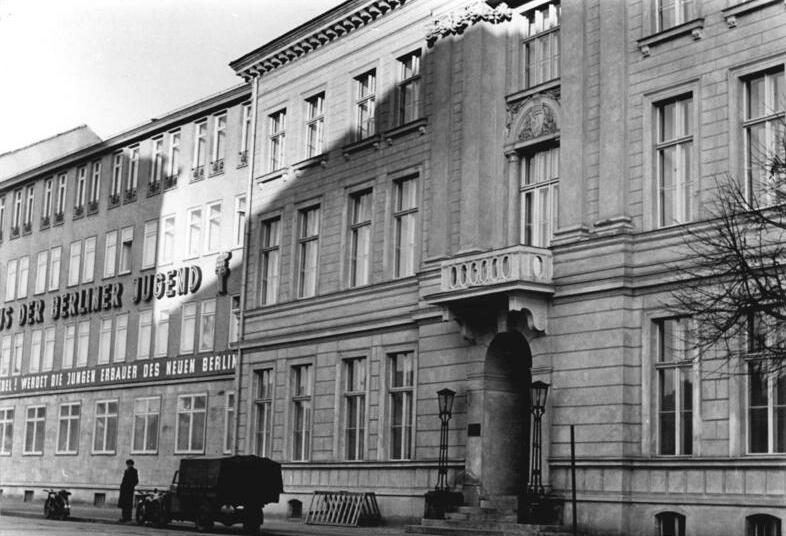
Das Haus der Berliner Jugend, ein Premierenort des Films

Der Film wurde im Spätsommer 1958 in der Umgebung von Sofia gedreht. Er erlebte am 27. März 1959 zeitgleich im Haus der Berliner Jugend auf der Klosterstraße und im Kino Babylon in Berlin seine Premiere.
In Bulgarien wurde der Film zunächst nicht zur Aufführung zugelassen, da man ihm abstrakten Humanismus vorwarf, insbesondere unterscheide er nicht zwischen der jüdischen Bourgeoisie und dem jüdischen Proletariat. Nachdem der Film den Sonderpreis der Filmfestspiele in Cannes gewonnen hatte, wurde er – ohne dass die Vorwürfe revidiert wurden – auch in Bulgarien gezeigt. Auch in der Sowjetunion und Israel gab es Aufführungsverbote.
Am 3. Juni 1960 kam der Film in einer geschnittenen Fassung in die Kinos der BRD. Es fehlte die Schlusssequenz, in der sich Walter mit Petko über die Waffenversorgung der Partisanen verständigt.
Der Film beginnt mit dem Abtransport der Juden und Walters Versuch, die fahrenden Waggons zu erreichen. Ein Sprecher, der zu dieser Zeit offenbar in der Ortschaft lebte, blickt aus der Gegenwart in jene Vergangenheit zurück und erklärt, der Unteroffizier sei den Bewohnern nie mit Namen bekannt gewesen, weswegen er ihn der Einfachheit halber Walter nennt. Auch am Ende des Films schaltet sich der Erzähler ein.
Im Film sind die jiddischen Lieder Es brennt (orig. S’brennt) von Mordechaj Gebirtig und das Volkslied Eli Eli zu hören, die Gerry Wolff in einer eingedeutschten Version singt. Die Darsteller des Films sprechen in ihrer Landessprache, sodass bulgarische Dialoge und das Ladino der Sephardim untertitelt werden.
In der Bildsprache des Films ging Konrad Wolf neue Wege, was von der Kritik anerkannt wurde. Der film-dienst lobte den Regisseur 1960 für seine Bildsprache:

„Der Regisseur Wolf kann filmisch sehen, weiß raffinierte Simultanmontagen einzublenden und die Möglichkeiten des inneren Monologs zu nützen, kühne Kontraste zu setzen und die Großaufnahme dort zu gebrauchen, wo sie seelisch am Platz ist. Die verlorene Liebe der beiden malt er in Totalen, auf denen die Menschen wie verloren in der endlosen Nacht einherirren, und es gibt Perspektiven, Kamerafahrten, Überblendungen, Beleuchtungseffekte und sonstige Form-Elemente, die […] nicht epigonal eingesetzt sind, sondern mit dramaturgischer Notwendigkeit und ohne Veräußerlichung die seelische Tiefensituation ins Filmoptische übersetzen.“

Frank Stern befand rückblickend, dass der Film „für das Jahr 1959 eine nahezu revolutionäre Bildsprache [hatte]. Kameraarbeit, Ton und Bild, Dialog und Darstellungskraft der Schauspieler gehen einher mit historischer Präzision, die auf Forschung und genauer Kenntnis beruht.“

## Rezeption

Filmplakat der BRD

Sterne, dessen Titel auf die Judensterne anspielt, beruht auf authentischen Ereignissen. Mit dem Film wurden „erstmals im deutschen Kino Verantwortlichkeiten von Deutschen am Massenmord an den Juden bzw. am Lagersystem angeschnitten“. Kritiker der BRD thematisierten dies durchaus zwiespältig in ihren Rezensionen:

„Daß ein so gerechter und reiner Film ausgerechnet von der sowjetischen DEFA stammt, mag, wie manche sagen, eine Schande sein. Ich weiß eine viel größere Schande: daß unsere freie Filmproduktion noch immer keine gleichwertige Auseinandersetzung mit dem so schmerzenden Thema zustandegebracht hat, um das es hier geht.“

Klaus Wischnewski, Chefdramaturg des DEFA-Studios für Spielfilme, schrieb rückblickend über Sterne, das „erste Wichtige und Bedeutende, was ich [von der DEFA] gesehen habe und was mich ungeheuer aufgeregt hat“: „Man zeige mir bitte den westdeutschen Film ähnlicher Couleur und Qualität.“
Für Karl-Eduard von Schnitzler half der Film, „völlige Kenntnis des Geschehens [der Judenverfolgung] und seiner Verwerflichkeit zu bringen“ und somit eine „völlige Überwindung [der Judenfeindlichkeit] im innersten Inneren“ zu erzeugen, und auch der film-dienst schrieb 1960, dass Sterne „zu den seltenen Werken [gehört], von denen man meinen möchte, daß sie die Menschen besser machen könnten.“ Dieter Krusche nannte Sterne 1977 „eine bewegende und ehrliche Auseinandersetzung mit der Vergangenheit, die besonders in der Schilderung der Charaktere besticht.“ Nach Frank Sterns 2002 getroffener Einschätzung machten es die Bilder des Films möglich, „eine historische Legitimität in der Auseinandersetzung mit der Shoah zu schaffen, die Vernichtungspolitik wurde vorstellbarer, erklärbarer, als Schulbuchtexte mit oft übertrieben ökonomischer Begründung des Faschismus dies vermochten.“
Das film-dienst schrieb: „Ein Film voller Poesie, Gefühl und menschlicher Haltung mit einer hervorragenden schauspielerischen Leistung von Sascha Kruscharska. DEFA-Regisseur Konrad Wolf (1925–1982) schuf mit diesem auch visuell faszinierenden Drama einen der beeindruckendsten Filme des DDR-Kinos.“
Für Cinema war der Film ein „aufrüttelndes Meisterwerk“.
Der Film wurde in 72 Ländern aufgeführt, 1975 auch in den USA. 2025 erhielt die digital restaurierte Fassung des Films eine Einladung in die Sektion Classics der Internationalen Filmfestspiele von Cannes.

## Auszeichnungen
Da die DDR 1959 nicht zu den Internationalen Filmfestspielen von Cannes eingeladen war, weil sie keine diplomatischen Beziehungen zu Frankreich pflegte, wurde Sterne als bulgarischer Film in den Wettbewerb um die Goldene Palme geschickt. Der Film wurde schließlich mit dem Preis der Jury ausgezeichnet. Der Spiegel schrieb daraufhin: „Es erscheint […] gewiß, daß die Interessen der Defa während der entscheidenden Jury-Beratung nachdrücklicher vertreten wurden als die der westdeutschen Filmindustrie“ und bezeichnete Sterne als „kaschierten DDR-Film“, mit dem sich die DEFA in den Wettbewerb „geschmuggelt“ und durch „die Interessenvertreter… der Ostblockländer“ in der Jury gewonnen habe.
Im Jahr 1959 wurde Sterne auf dem Filmfestival bei den Weltfestspielen in Wien mit einer Goldmedaille ausgezeichnet und erhielt in Edinburgh eine Anerkennungsurkunde. Konrad Wolf und Werner Bergmann wurden mit dem Nationalpreis der DDR ausgezeichnet. Die Jury der Evangelischen Filmarbeit (damals Evangelische Filmgilde) kürte Sterne zum Film des Monats im April 1960.
Filmhistoriker und -journalisten im Verbund Deutscher Kinematheken wählten Sterne 1995 zu einem der 100 wichtigsten deutschen Filme aller Zeiten.